# Gockowice

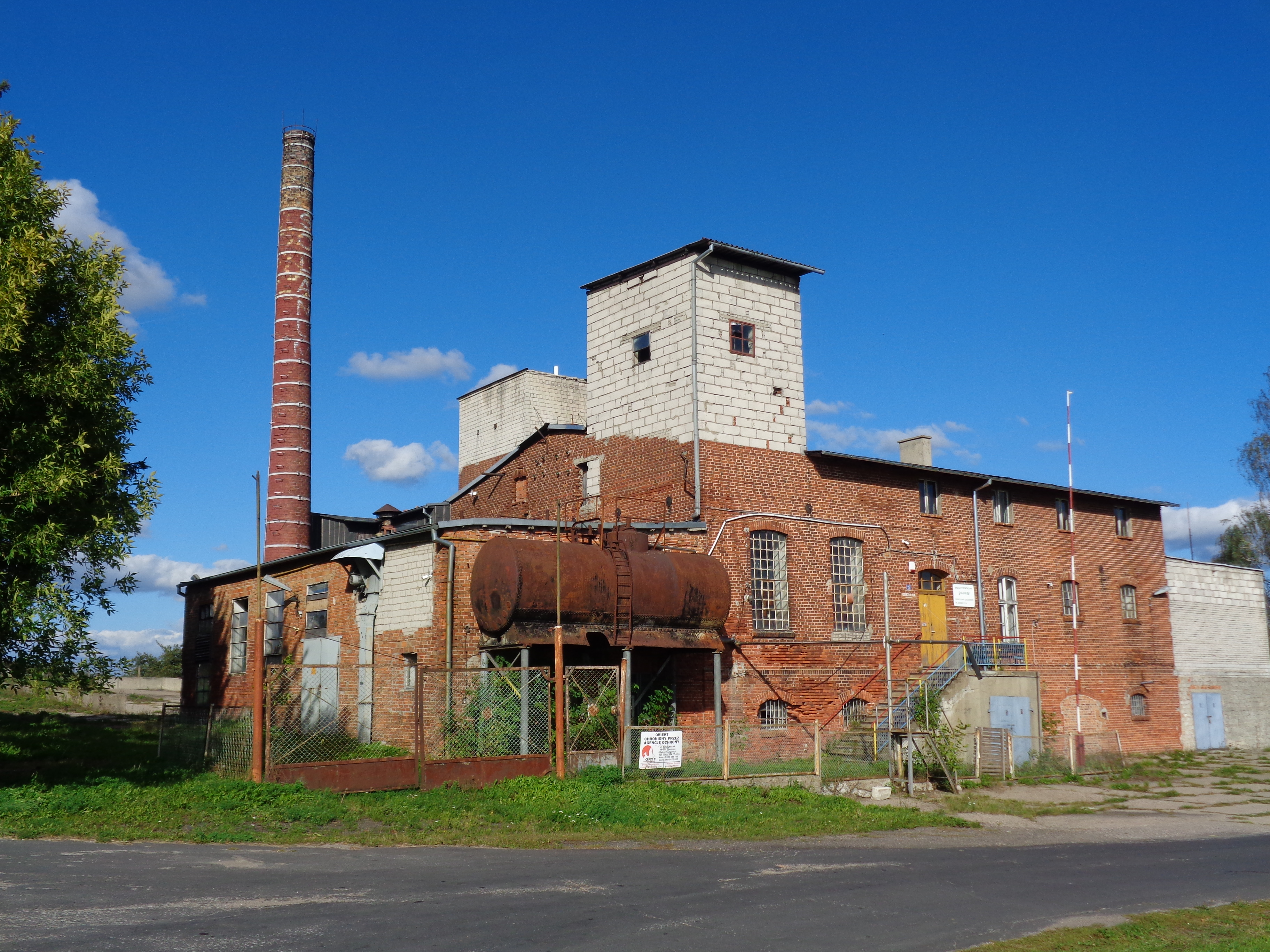
Gorzelnia w Gockowicach 2016, widok od południa

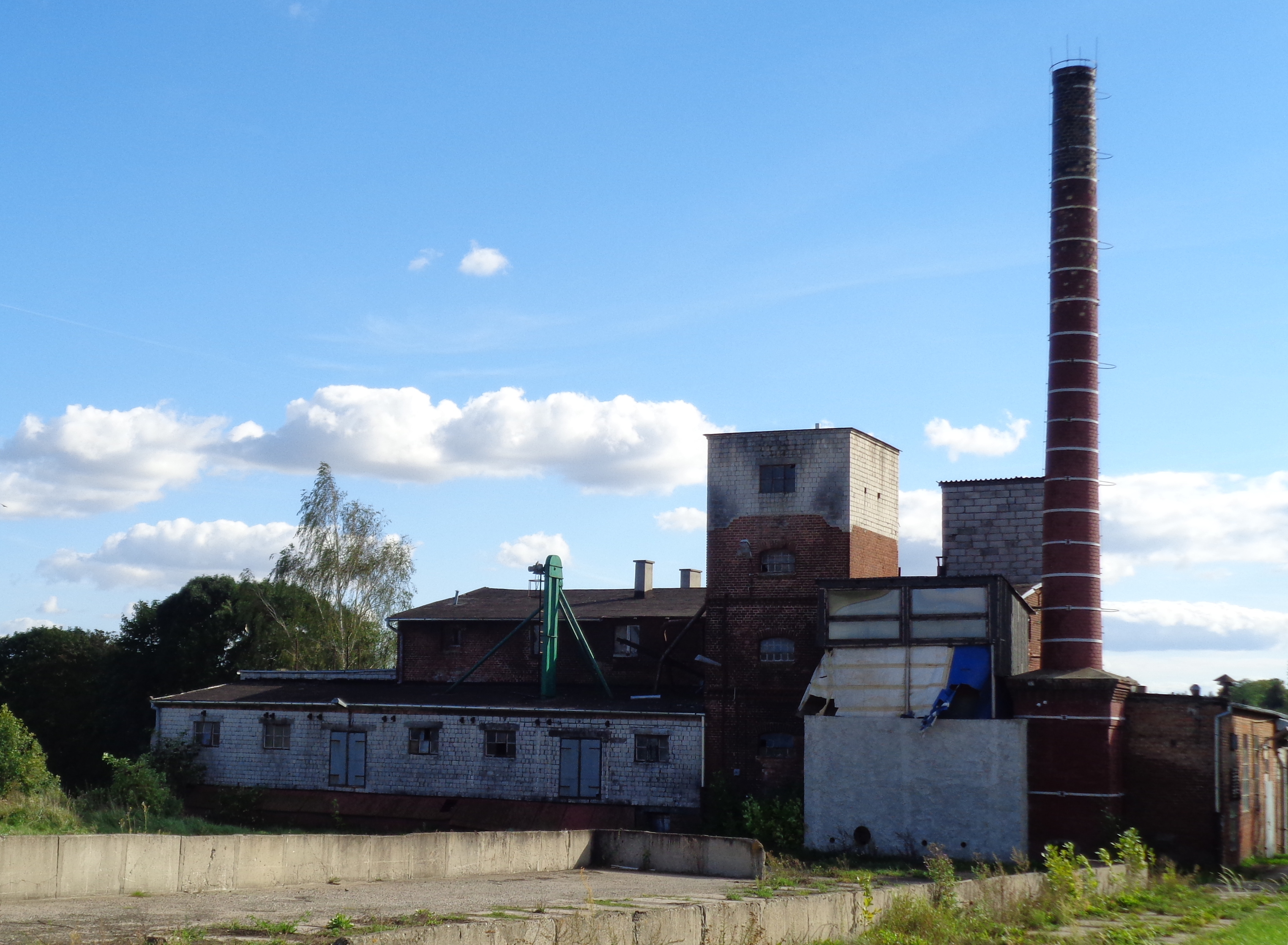
Gorzelnia w Gockowicach 2016, widok od północy

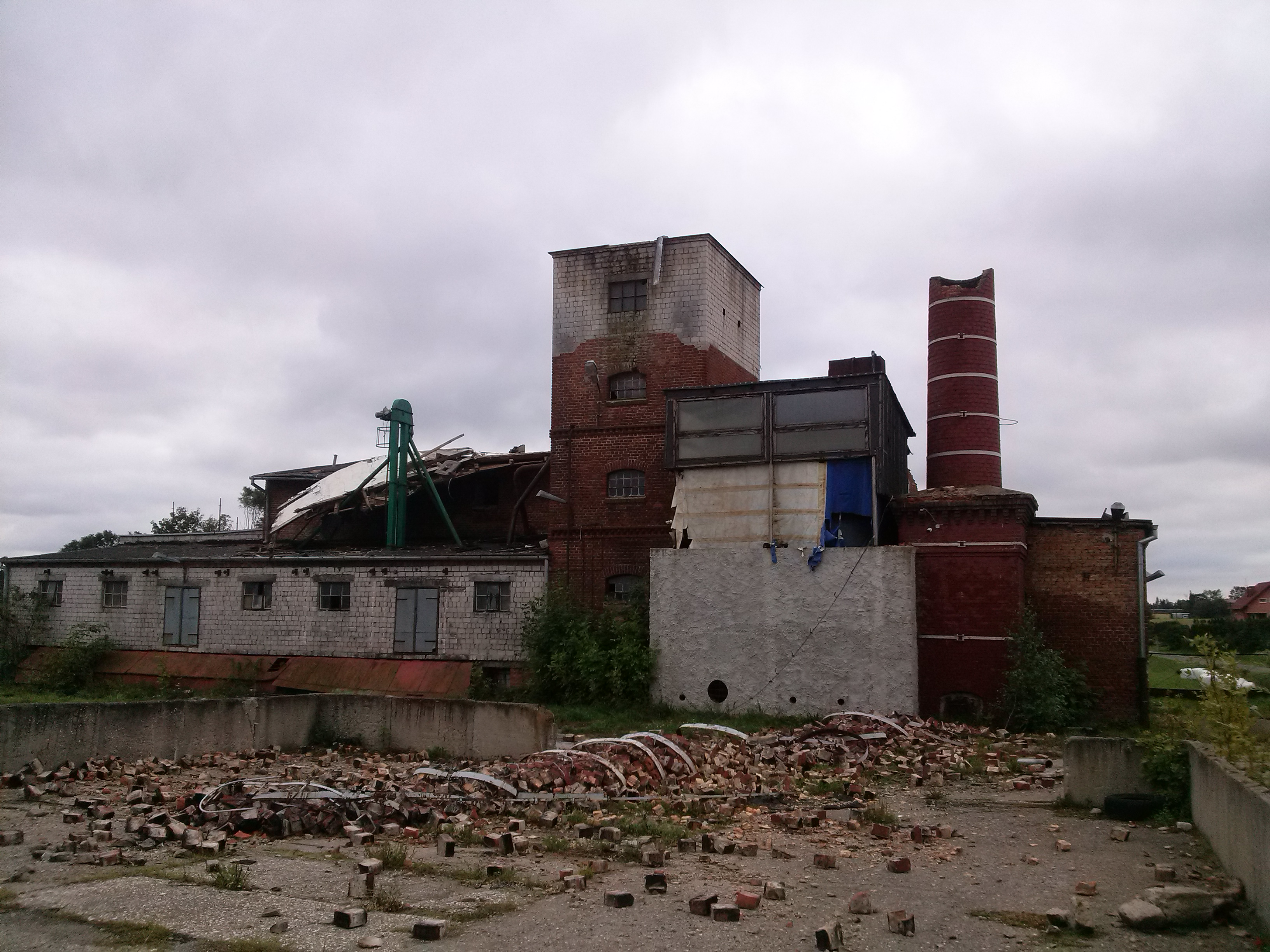
Gorzelnia w Gockowicach po burzy 11 sierpnia 2017, widok od północy

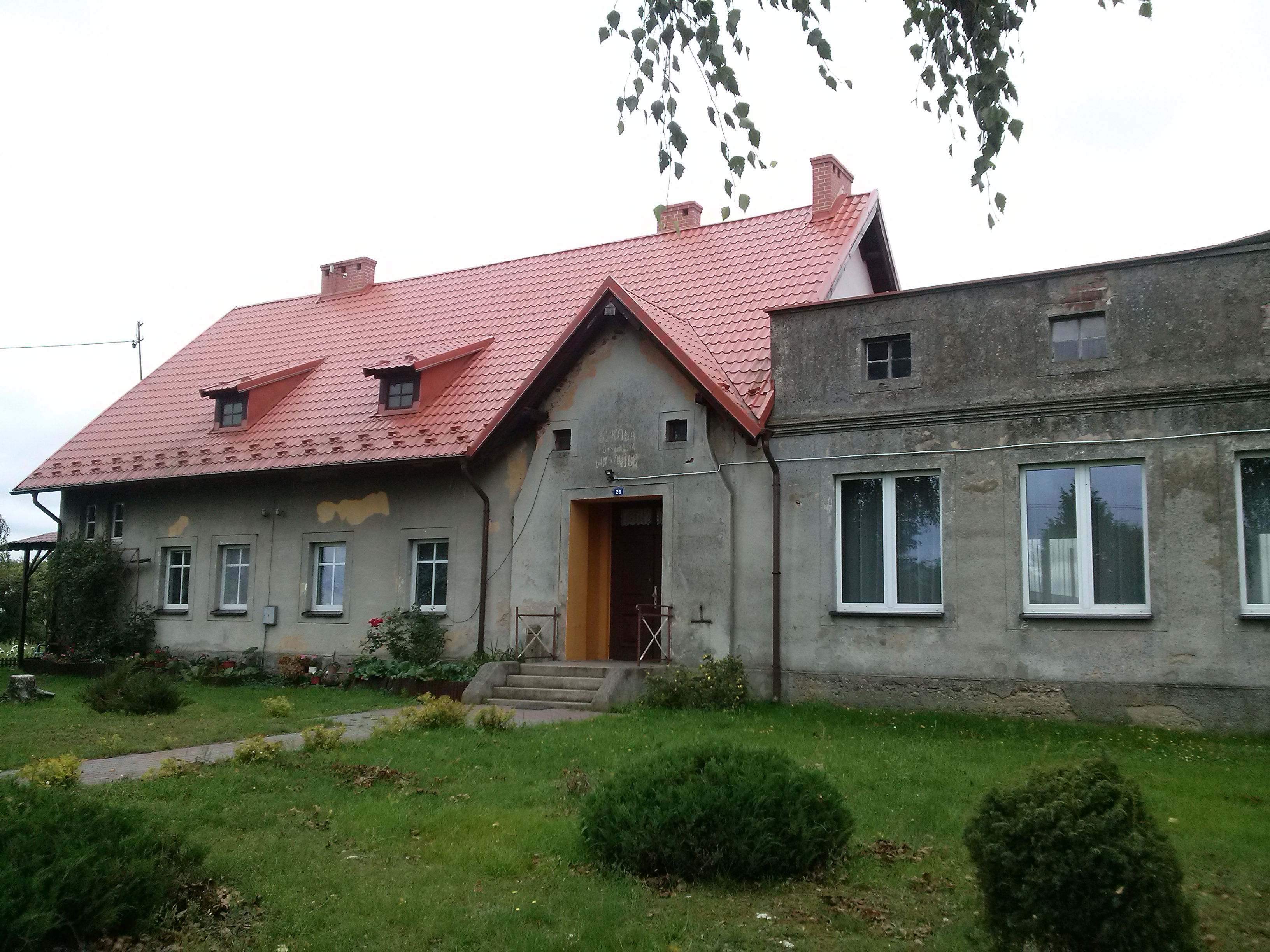
Budynek dawnej szkoły w Gockowicach

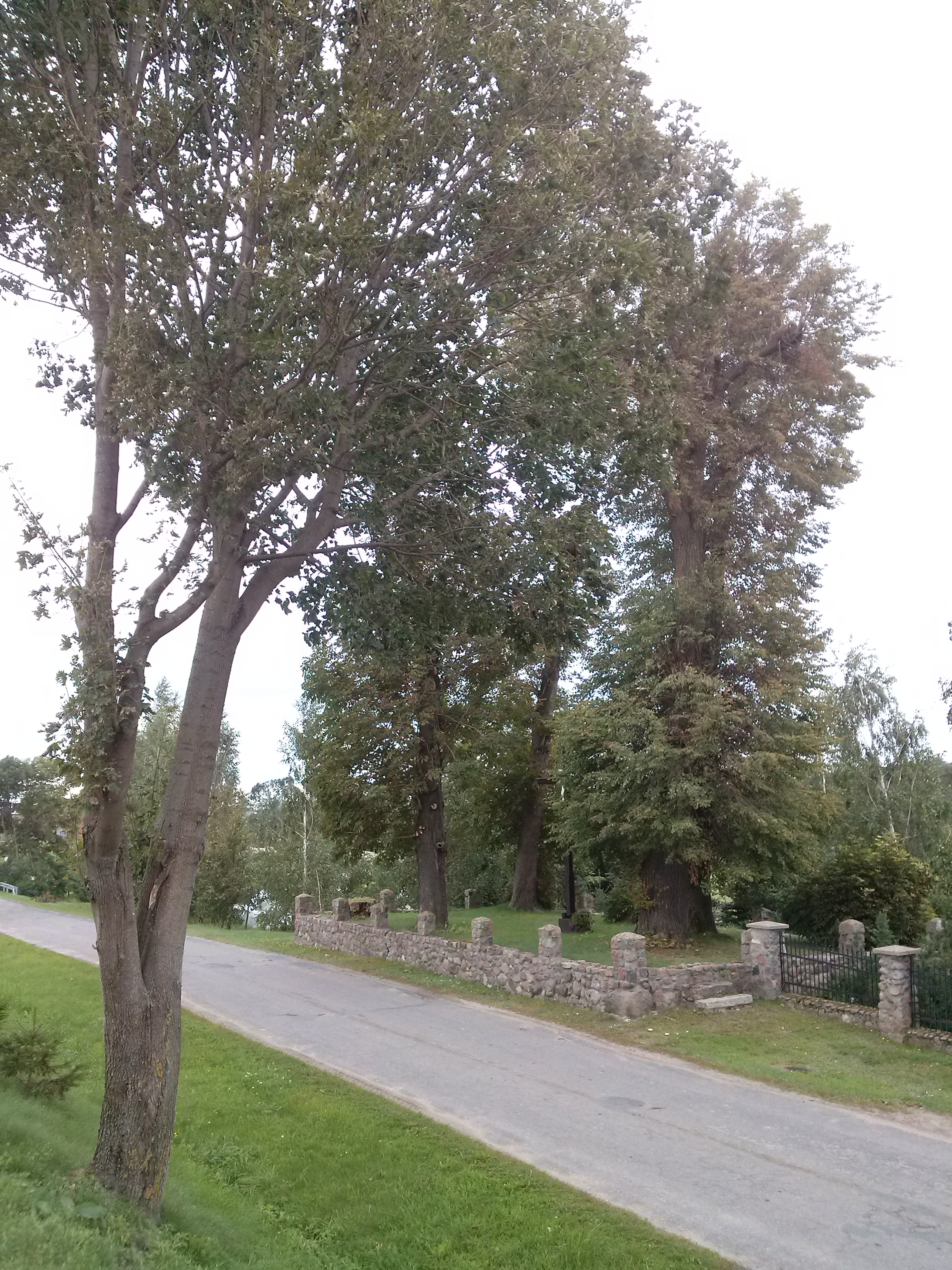
Cmentarz w Gockowicach (Götzendorf), 2017

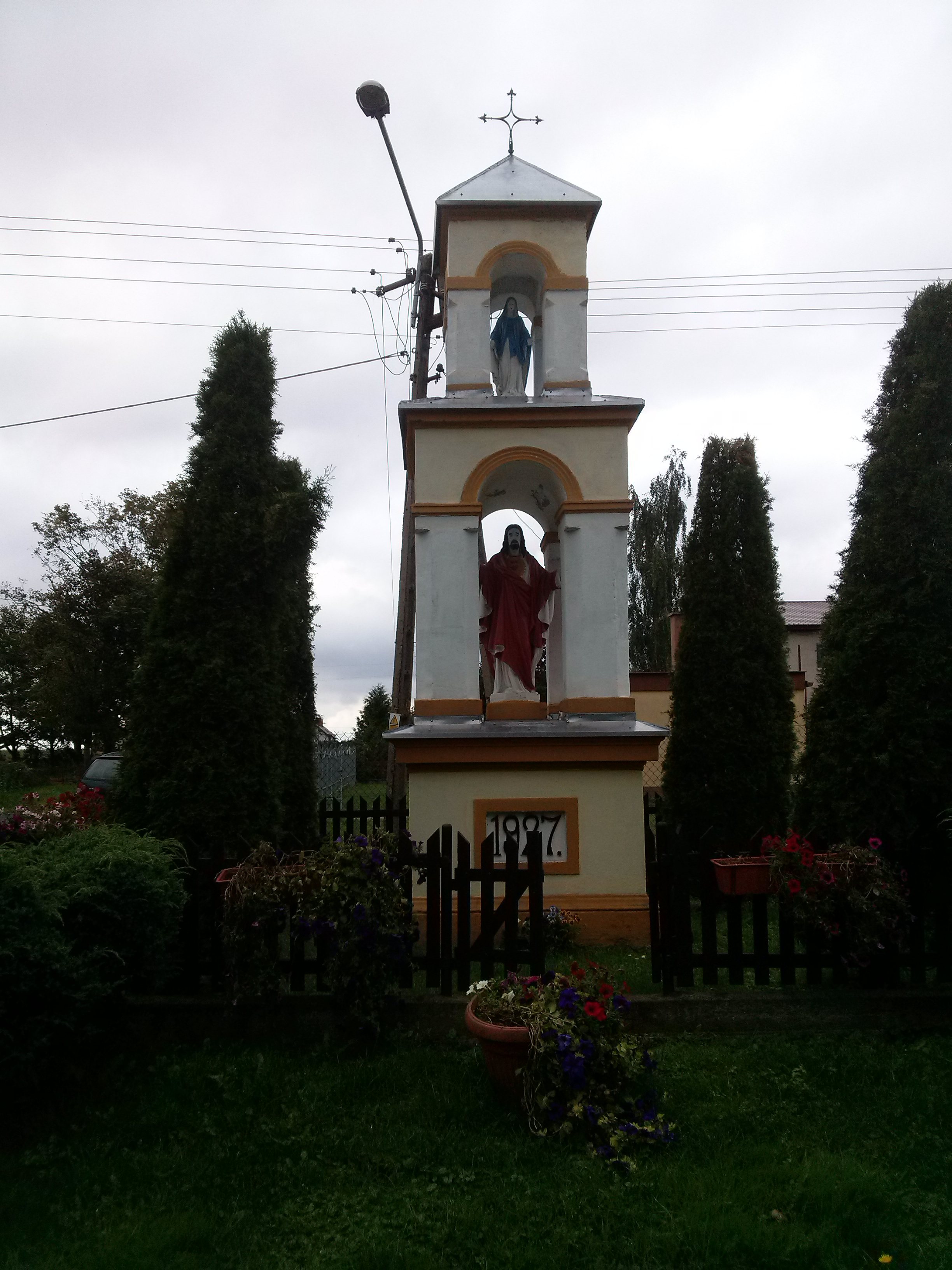
Kapliczka w Gockowicach

Gockowice (niem. Götzendorf) – wieś w Polsce położona w województwie pomorskim, w powiecie chojnickim, w gminie Chojnice. Lokowana w roku 1354 na prawie chełmińskim. Tworzy wspólne sołectwo z pobliskim Objezierzem.

## Etymologia nazwy
Nazwa wsi jest odimienna, zarówno w wersji polskiej, jak i niemieckiej. Zaświadczone w źródłach są następujące warianty (w nawiasach rok wystąpienia): Gotzindorff (1354), Götzendorff (1485), Gotzkowo (1570), Gostkowice (1648), Gockowice (1653), Götzendorf (1796-1802), Gotkowice albo Godkowice (1881).

## Geografia

### Geologia i ukształtowanie terenu
Obszar wsi Gockowice leży na terenie wysoczyzny morenowej Pojezierza Krajeńskiego, zbudowanej z glin zwałowych, ich zwietrzelin oraz piasków i żwirów lodowcowych. Pod nią zalegają warstwy pochodzące z górnej kredy (z mastrychtu; ok. 65–70 mln lat temu). Na głębokości 5000 m p.p.m. zalegają sfałdowane utwory, pochodzące z ordowiku i syluru. Utwory te znajdują się w niecce pomorskiej.

### Gleby
W centralnej części gminy Chojnice, w której leżą Gockowice, przeważają gleby kompleksu 5 i 6. Ich niska wartość, w połączeniu z walorami przyrodniczymi terenu, spowodowała, że plany gminy Chojnice polegają na promowaniu w tym rejonie ekstensywnych, ale nowoczesnych metod produkcji rolnej, ukierunkowanych na zdrową żywność, rolnictwo środowiskowe i ekologiczne.

### Klimat
Wieś leży w pomorskim regionie klimatycznym, który charakteryzuje się dużym wpływem czynników oceanicznych, z racji położenia w niedalekiej odległości od Morza Bałtyckiego. Wpływa to zwłaszcza na temperaturę powietrza latem i zimą, a także na okres wegetacyjny.
Średnie roczne temperatury wynoszą około 6,5-7,0 °C. W roku są średnio 123 dni z temperaturą minimalną poniżej 0 °C, 44 dni z temperaturą maksymalną poniżej 0 °C oraz 2 dni z temperaturą maksymalną poniżej -10 °C. Średnio w roku są 22 dni o temperaturze maksymalnej co najmniej 25 °C. Najcieplejszym miesiącem w wieloleciu 1971–2000 był lipiec, w którym temperatura w omawianym okresie wynosiła 16 °C, natomiast w najzimniejszym miesiącu – styczniu, temperatura średnio nie przekraczała -2 °C.
Roczna suma opadów wynosi 600-650 mm. Największe opady występują w miesiącach letnich i zimowych, najmniejsze wiosną i jesienią. Przeważają wiatry południowo-zachodnie i zachodnie. Okres wegetacyjny ma około 205-210 dni, czyli jest relatywnie krótki, a średni opad w tym okresie wynosi około 320-380 mm.
Na terenie gminy Chojnice, do której należą Gockowice, nie ma znacznych źródeł zanieczyszczeń powietrza.

### Hydrografia
Gockowice są położone w zlewni Raciąskiej Strugi. Jest ona dopływem Brdy, która wpływa do Wisły. Do wsi przylega niewielkie Jezioro Gockowickie, przez które przepływa z północy na południe Suska Struga, która jeszcze na terenie wsi wpada do płynącej z południa na północ, od strony Jeziora Grochowskiego, Raciąskiej Strugi, która po przyjęciu dopływu płynie na północny wschód w kierunku Jeziora Raciąskiego i dalej Brdy.
Gockowice położone są na krawędzi obszaru, pod którym zalega główny zbiornik wód podziemnych nr 128 – zbiornik międzymorenowy Ogorzeliny o głębokości 50 m.

## Historia
Badania archeologiczne, prowadzone od 1993 roku, ujawniły na terenie wsi istnienie cmentarzyska popielnicowego kultury pomorskiej z V wieku p.n.e. i ślady osady z wczesnego średniowiecza.
Lokacja Gockowic nastąpiła 15 listopada 1354 roku, gdy Gocko został właścicielem 15 łanów gruntu na prawie chełmińskim. Stało się to mocą decyzji wielkiego mistrza Zakonu Krzyżackiego Winrycha von Kniprode, w wystawionym tego dnia w Człuchowie dokumencie. Obowiązkiem Gocka było stawanie na żądanie władz zakonnych do służby wojennej w lekkiej zbroi oraz udział w budowie umocnień i remoncie już istniejących. Ponadto miał uiszczać raz do roku jeden szefel owsa z każdego łana.

Wir brudir Wynrich von Knyprode homeister des ordins der brudere des spitals sendte Marien des dutzchen husis von Jerusalem, mit rate und willen der gebitiger, vorlyen und geben unsrem getruwen Gotzen, sinen rechten erben und nachkomelingen, vunfczen huben zcu Gotzindorff, gelegen bynnen den grenitzen, dy im bewisit sint von unsren brudren, zcu Culmischem rechte vrie erbelichen und ewiclichen zcu besitzen. Dovon sullen sie uns thun ein platendinst zcu allen herferten, zcu allen lantweren, nuwe husir zcu buwen, aide zcu bessirn adir zcu brechen, wy dicke, wenne adir wohin sie von uns und unseren bruderen geheisin werden. Und wand der ackir doselbist crank ist, so habe wir in sulche gnade getan, das sie ia von iclicher huben ierlichen geben sullen vor das pfluckorn eynen scheffil habirn off sente Mertins tag des bischofis. […]

Zapewne od imienia Gocka pochodzi nazwa Gockowice (niem. Götzendorf), jaką określana była osada, która z czasem rozwinęła się wokół siedziby właścicieli. Miała ona formalny status dóbr rycerskich w komturstwie człuchowskim państwa zakonnego.
Od 1466 roku Gockowice były dobrami prywatnymi w powiecie człuchowskim I Rzeczypospolitej. Spośród następujących po sobie właścicieli źródła wymieniają Franciszka Gockowskiego w 1570 roku i rodzinę Korytowskich od 1642 roku. Rejestr pogłównego generalnego w 1662 roku wymienia właścicielkę Koryt(k)owską z córką, czeladnika szlacheckiego i 30 osób plebsu, którzy łącznie zapłacili 35 florenów podatku. Osoby zwolnione z pogłównego z różnych powodów mogły szacunkowo stanowić wtedy około 25% ogółu mieszkańców. W 1711 roku czterej bracia Korytowscy sprzedali wieś Krzysztofowi Więckowskiemu (który wówczas sprawował urzędy  ławnika i poborcy człuchowskiego) za 10 tysięcy florenów. W 1757 właścicielem stał się jego potomek Antoni Więckowski. W 1735 roku w inwentarzu starostwa człuchowskiego zapisano, że mieszkańcy Gockowic płacili rocznie 6 korców owsa za prawo do zbierania leżących drew w królewskiej puszczy człuchowskiej.
Po I rozbiorze Polski w 1772 Gockowice weszły w skład Królestwa Prus. Miały status dóbr rycerskich (Rittergut), a administracyjnie były prywatnym obszarem dworskim (Gutsbezirk). Zarejestrowanymi właścicielami byli Józef von Kalkstein-Osłowski (od 1775), von Konietzka (w 1834) i rodzina Schultz (od 1838). Obszar dóbr po reformach rolnych w Prusach wynosił 271 hektarów, z czego grunty orne w 1880 roku stanowiły 213 hektarów. W 1818 roku zarejestrowano 28 mieszkańców, w 1843 roku 64 mieszkańców, zaś w 1905 roku 89 osób, ciągle w 7 domach. W tym ostatnim roku wśród mieszkańców było 82 katolików i 7 ewangelików, wszyscy narodowości niemieckiej. Pod koniec XIX wieku powstała we wsi stojąca do dziś gorzelnia przemysłowa „Landwirtschaftliche Kartoffelbrennerei”. Była ona własnością spółki siedmiu udziałowców z kapitałem 99 tys. marek i zarządem, w skład którego wchodzili Leon Janta-Połczyński, właściciel pobliskiej Wysokiej, i Otto Bussgahn, niemiecki ziemianin z sąsiedniej wsi Grochowo. W początku XX wieku wieś została nabyta przez Komisję Kolonizacyjną, która sprowadziła do niej niemieckich osadników. W efekcie ludność zwiększyła się w 1910 do 140 osób (w tym 10 Polaków), zamieszkujących 21 domów, a status miejscowości zmienił się na gminę wiejską (Landgemeinde).
Po traktacie wersalskim Gockowice znalazły się w granicach Polski. Mimo to w 1927 roku nadal mieszkało w nich 88 osób narodowości niemieckiej, przy 172 wszystkich mieszkańcach. We wczesnych latach trzydziestych we wsi było 19 samodzielnych gospodarstw rolnych, zatrudniających większość mieszkańców. Spółdzielcza gorzelnia parowa dawała pracę 4 osobom i produkowała 500 hektolitrów spirytusu rocznie. Poza nią działali dwaj kowale, stolarz, kołodziej i pasieki przydomowe dające rocznie ok. 100 kg miodu. We wsi mieszkał nauczyciel pracujący w jednoklasowej szkole powszechnej. Dwie rodziny mieszkały w domu ubogich. We wsi była straż pożarna, kółko rolnicze i działał Katolicki Związek Młodzieży Polskiej.
Po wojnie w 1945 roku gorzelnia nadal działała, ale szkoła została zamknięta w 1978 roku. W latach dziewięćdziesiątych XX wieku we wsi uruchomiono zakład drukarski.
W latach 1975–1998 miejscowość administracyjnie należała do województwa bydgoskiego.

## Zabytki
W ewidencji zabytków Gminy Chojnice zarejestrowane są gorzelnia, trójkondygnacyjna przezroczowa kapliczka z 1927 roku, niewielki cmentarz z grobami dawnych właścicieli majątku Konietzkich, budynek dawnej szkoły, w którym mieści się świetlica i mieszkanie prywatne oraz jeden z budynków mieszkalnych.